# Eye of the Tiger (album)
Albums de Survivor
Premonition
(1981) Caught in the Game
(1983)
Eye of the Tiger est le troisième album studio du groupe américain Survivor sorti en 1982. L'album comporte la chanson titre, qui est le thème du film Rocky 3.

## Liste des titres
Toutes les chansons sont écrites et composées par Jim Peterik et Frankie Sullivan sauf A4, par Peterik.
| No  | Titre                       | Durée |
| --- | --------------------------- | ----- |
| A1. | Eye of the Tiger            | 4:05  |
| A2. | Feels Like Love             | 4:07  |
| A3. | Hesitation Dance            | 3:51  |
| A4. | The One That Really Matters | 3:31  |
| A5. | I'm Not That Man Anymore    | 4:47  |
| B1. | Children of the Night       | 4:45  |
| B2. | Ever Since the World Began  | 3:45  |
| B3. | American Heartbeat          | 4:09  |
| B4. | Silver Girl                 | 4:52  |

## Composition du groupe
- Dave Bickler - chants
- Frankie Sullivan - guitare rythmique, guitare solo, guitare acoustique 12 cordes, chœurs.
- Jim Peterik - guitare électrique, guitare acoustique & 12 cordes, piano, orgue Hammond B-3, chœurs.
- Stephan Ellis - basse
- Marc Droubay - batterie